# Kummer (Adelsgeschlecht)

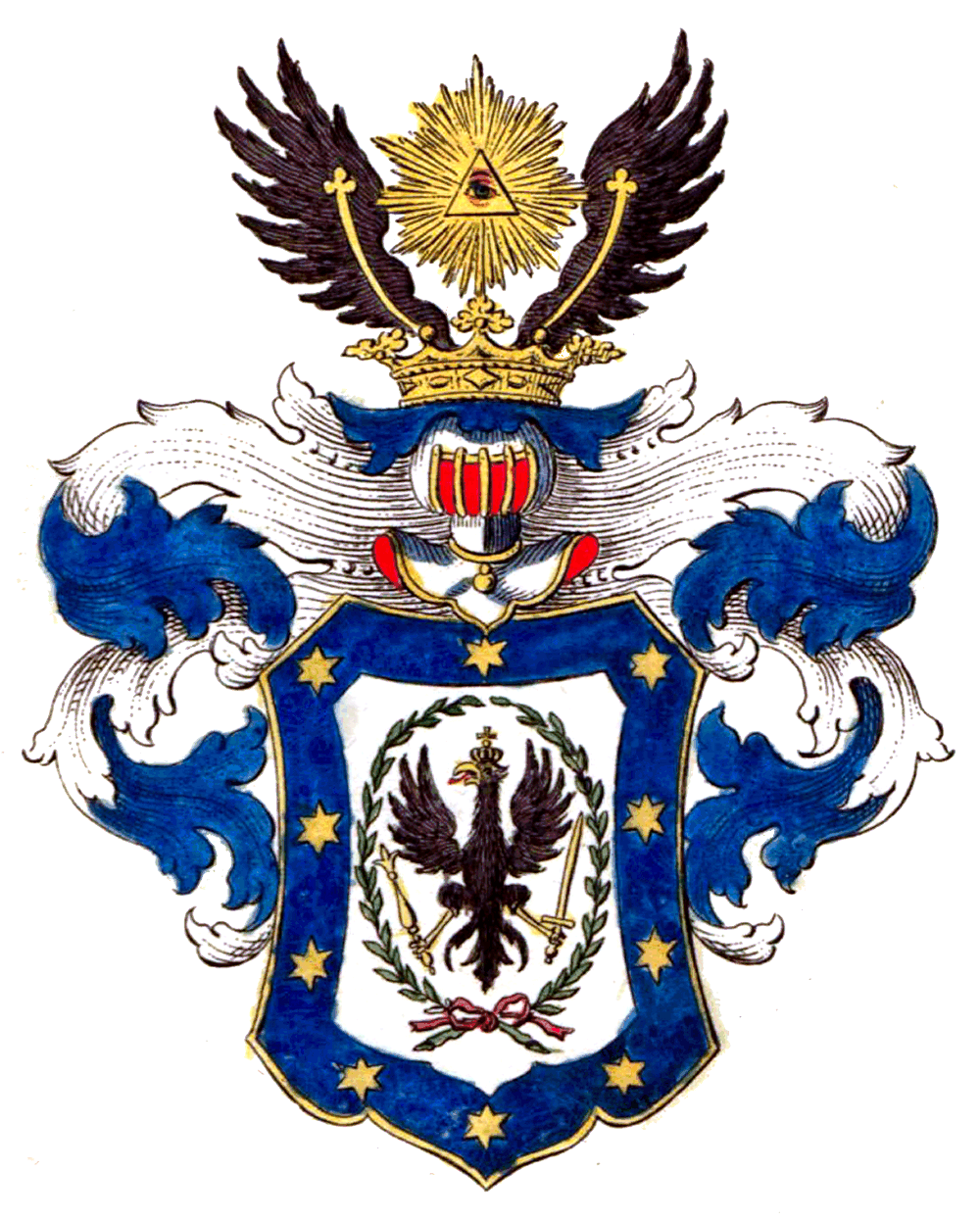
Wappen derer von Kummer (1786)

Kummer ist der Name einer Familie, die zwei preußische Hebungen in den Adelsstand erfahren hat.

## Geschichte
Die Stammreihe der Familie beginnt in Berlinchen mit Samuel Kummer († nach 1668). Mit seinen Enkeln Friedrich Wilhelm Kummer (1703–1769) und Franz Samuel Kummer (1725–1795) teilt sich das Geschlecht in zwei Linien. Der Sohn des erstgenannten, Hans Wilhelm Kummer (1734–1795) preußischer Finanzrat und Präsident der Oberrechenkammer wurde am 12. November 1786 in den preußischen Adelsstand erhoben. Gustav Kummer (1813–1866), nachmaliger preußischer Major und Ferdinand Kummer (1816–1900), nachmaliger preußischer General der Infanterie, Brüder aus der zweiten Linie, wurden am 1. Oktober 1837 ebenfalls in den preußischen Adelsstand erhoben.

## Wappen
Wappen (1786): Innerhalb goldgefassten blauen, mit zehn goldenen Sternen belegter Schildrand in Silber ein goldbewehrter, gekrönter schwarzer Adler mit einem goldenen Zepter in der rechten und einem blanken Schwert in der linken Klaue, innerhalb zweier mit einem roten Band zusammengebunden, kranzförmig zusammengelegten grünen Lorbeerzweige. Auf dem gekrönten Helm mit blau-silbernen Decken das goldene Auge der Vorsehung zwischen einem offenen, mit goldenen Kleestängeln belegten, schwarzen Flug.
Wappen (1837): In Blau ein goldener Balken, begleitet oben von einem silbernen Halbmond, überhöht von einem goldenen Stern, unten von zwei goldenen Sternen. Auf dem gekrönten Helm mit blau-goldenen Decken zwischen zwei roten Straußenfedern ein wachsender geharnischter rechter Arm, welcher einen rechtsgekehrten Pfeil waagrecht emporhält.

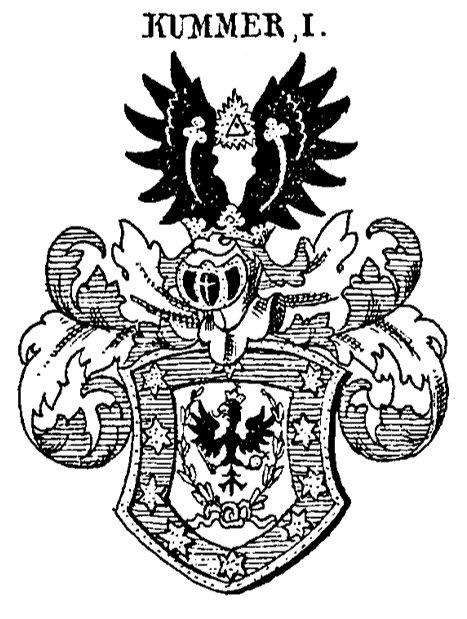
Wappen derer von Kummer (1786) in Siebmachers Wappenbuch
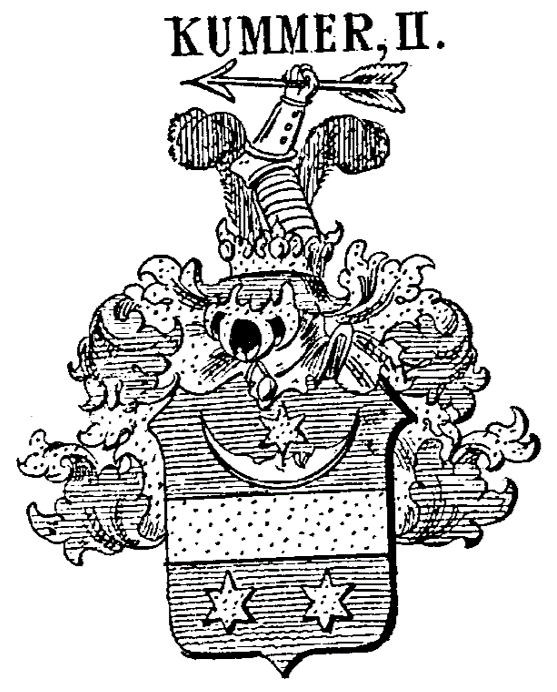
Wappen derer von Kummer (1837) in Siebmachers Wappenbuch

## Angehörige
- Ferdinand von Kummer (1816–1900), preußischer General der Infanterie
- Heinrich von Kummer (1841–1924), preußischer Generalleutnant
- Heinrich von Kummer (1874–1951), deutscher Generalmajor